# Acciai legati
Gli acciai legati sono particolari acciai in cui sono presenti altri elementi oltre a ferro e carbonio, al fine di migliorarne le caratteristiche chimico-fisiche.
La normativa definisce acciai legati quelle leghe Fe-C nei quali almeno uno dei tenori degli elementi di lega supera il limite indicato nel prospetto I della UNI EN 10020.
Per convenzione gli acciai legati si suddividono in:
- bassolegati: nessun elemento al di sopra del 5%
- altolegati: almeno un elemento di lega al di sopra del 5%

Vari elementi in lega con il ferro ne influenzano le proprietà, alcuni in maniera positiva, altri in maniera negativa. La possibilità di legare l'acciaio con altri elementi lo rende un materiale estremamente versatile.

## Elementi che migliorano le proprietà fisiche e meccaniche
La tabella seguente riporta la designazione AISI-SAE dei principali acciai legati (la maggior parte bassolegati
), con le rispettive percentuali di elementi alliganti:
| Designazione SAE | Denominazione                    | Composizione                                                                        |
| ---------------- | -------------------------------- | ----------------------------------------------------------------------------------- |
| 13xx             | Acciai al manganese              | Mn 1,75%                                                                            |
| 23xx             | Acciai al nichel                 | Ni 3,50%                                                                            |
| 25xx             | Acciai al nichel                 | Ni 5,00%                                                                            |
| 31xx             | Acciai al nichel-cromo           | Ni 1,25%, Cr 0,65% oppure 0,80%                                                     |
| 32xx             | Acciai al nichel-cromo           | Ni 1,75%, Cr 1,07%                                                                  |
| 33xx             | Acciai al nichel-cromo           | Ni 3,50%, Cr 1,50% oppure 1,57%                                                     |
| 34xx             | Acciai al nichel-cromo           | Ni 3,00%, Cr 0,77%                                                                  |
| 40xx             | Acciai al molibdeno              | Mo 0,20% oppure 0,25% oppure 0,25% Mo e 0,042% S                                    |
| 41xx             | Acciai al cromo-molibdeno        | Cr 0,50% oppure 0,80% oppure 0,95%, Mo 0,12% oppure 0,20% oppure 0,25% oppure 0,30% |
| 43xx             | Acciai al cromo-molibdeno-nichel | Ni 1,82%, Cr 0,50% ÷ 0,80%, Mo 0,25%                                                |
| 43BVxx           | Acciai al cromo-molibdeno-nichel | Ni 1,82%, Cr 0,50%, Mo 0,12% oppure 0,25%, V 0,03% minimo                           |
| 44xx             | Acciai al molibdeno              | Mo 0,40% oppure 0,52%                                                               |
| 46xx             | Acciai al nichel-molibdeno       | Ni 0,85% oppure 1,82%, Mo 0,20% oppure 0,25%                                        |
| 47xx             | Acciai al cromo-molibdeno-nichel | Ni 1,05%, Cr 0,45%, Mo 0,20% oppure 0,35%                                           |
| 48xx             | Acciai al nichel-molibdeno       | Ni 3,50%, Mo 0,25%                                                                  |
| 50xx             | Acciai al cromo                  | Cr 0,27% oppure 0,40% oppure 0,50% or 0,65%                                         |
| 50xxx            | Acciai al cromo                  | Cr 0,50%, C 1,00% minimo                                                            |
| 50Bxx            |                                  | Cr 0,28% oppure 0,50%                                                               |
| 51xx             | Acciai al cromo                  | Cr 0,80% oppure 0,87% oppure 0,92% oppure 0,95% oppure 1,00% oppure 1,05%           |
| 51xxx            | Acciai al cromo                  | Cr 1,02%, C 1,00% minimo                                                            |
| 51Bxx            |                                  | Cr 0,80%                                                                            |
| 52xxx            | Acciai al cromo                  | Cr 1,45%, C 1,00% minimo                                                            |
| 61xx             | Acciai al cromo-vanadio          | Cr 0,60% oppure 0,80% oppure 0,95%, V 0,10% oppure 0,15% minimo                     |
| 72xx             | Acciai al cromo-tungsteno        | W 1,75%, Cr 0,75%                                                                   |
| 81xx             | Acciai al cromo-molibdeno-nichel | Ni 0,30%, Cr 0,40%, Mo 0,12%                                                        |
| 86xx             | Acciai al cromo-molibdeno-nichel | Ni 0,55%, Cr 0,50%, Mo 0,20%                                                        |
| 87xx             | Acciai al cromo-molibdeno-nichel | Ni 0,55%, Cr 0,50%, Mo 0,25%                                                        |
| 88xx             | Acciai al cromo-molibdeno-nichel | Ni 0,55%, Cr 0,50%, Mo 0,35%                                                        |
| 9xx              | Acciai legati ad alta resistenza | varie composizioni                                                                  |
| 92xx             | Acciai al silicio-manganese      | Si 1,40% oppure 2,00%, Mn 0,65% oppure 0,82% oppure 0,85%, Cr 0,00% oppure 0,65%    |
| 93xx             | Acciai al cromo-molibdeno-nichel | Ni 3,25%, Cr 1,20%, Mo 0,12%                                                        |
| 94xx             | Acciai al cromo-molibdeno-nichel | Ni 0,45%, Cr 0,40%, Mo 0,12%                                                        |
| 94Bxx            |                                  | Ni 0,45%, Cr 0,40%, Mo 0,12%                                                        |
| 97xx             | Acciai al cromo-molibdeno-nichel | Ni 1,00%, Cr 0,20%, Mo 0,20%                                                        |
| 98xx             | Acciai al cromo-molibdeno-nichel | Ni 1,00%, Cr 0,80%, Mo 0,25%                                                        |

### Acciai al nichel
L'effetto primario del nichel come legante è la forte variazione del coefficiente di dilatazione termica: l'acciaio al nichel più comune ha un tenore di nichel del 36% ed è noto anche come acciaio INVAR, perché ha un coefficiente di dilatazione termica estremamente ridotto. Si produce anche un acciaio con il 20% di nichel, che invece ha un coefficiente di dilatazione termica estremamente elevato, e si usa accoppiarlo con l'INVAR per produrre le lamine bimetalliche, che si incurvano moltissimo al variare della temperatura e sono usate per esempio negli interruttori elettrici di sicurezza.
Tutte le proprietà subiscono forti oscillazioni. Tre sono i tenori ai quali appaiono le più importanti anomalie:
- 25-28%: la lega perde le proprietà magnetiche – resistenza a corrosione;
- 36%: i massimi o minimi delle curve che rappresentano l'andamento delle proprietà;
- 78%: massimo della curva – superstruttura ordinata.

Con l'aggiunta il coefficiente di dilatazione termica alfa cresce dal valore 12E-6 del Fe al max 20E-6 (comune a
tutte le strutture austenitiche), poi cade a 2E-6 al 36% di Ni, e poi si stabilizza al 13E-6 del nichel puro. Quindi con la scelta opportuna della % si possono ottenere molti valori del coefficiente:
- Nilo42: Ni 40%, stesso alfa della porcellana
- Nilo48/50 o platinite: stesso alfa del platino e del vetro, per accoppiamenti
- Invar: 36%
- Bimetall: saldando due strisce con alfa opposti, interruttori, si incurva.

Il C allarga il campo di esistenza dell'austenite e quindi accentua l'effetto del Ni di abbassare i punti critici (rende quindi possibile l'austenite a temperatura ambiente). Può essere aggiunto in qualsiasi momento del processo perché non prende parte a nessuna reazione. Si trova disciolto tutto in austenite o ferrite perché non forma carburi stabili.

#### Vantaggi
- abbassa la temperatura di ricottura e tempra (perché abbassa i p.ti critici);
- abbassa la velocità critica (possibile la tempra con olio), quindi maggiore anche penetrazione di tempra;
- migliora la tenacità;
- non peggiora la deformabilità dell'acciaio.
- aumenta la durezza e la resistenza (dopo bonifica).

#### Svantaggi
- non è desiderato negli acciai da nitrurazione (forma con l'azoto dei nitruri fragilissimi) e in quelli da utensili.
- può essere molto costoso.

### Acciai al manganese
Il manganese è solubile nel ferro in tutte le proporzioni. Piccole concentrazioni di manganese (0,3%) sono sempre presenti nell'acciaio, in quanto esso viene usato come deossidante e desolforante; l'accezione "acciai al Mn" si riferisce quindi ad una percentuale di manganese almeno pari all'1%.
Il manganese aumenta la penetrazione della tempra negli acciai, ma diminuisce la resilienza rendendoli più fragili se non si usano opportune precauzioni durante il trattamento termico di rinvenimento.
Il manganese aumenta in generale la durezza e la resistenza all'usura. L'aumento di durezza e di caratteristiche meccaniche (con bassa diminuzione di tenacità) avviene in esercizio: il plastico reticolo CFC (cubico a facce centrate) permette infatti un forte incrudimento per bassi carichi (anche impulsivi). Ciò li rende adatti all'uso nelle casseforti.

Inoltre, gli acciai al manganese sono spesso usati nella costruzione di pezzi di grosse dimensioni, dove sono richieste elevate caratteristiche meccaniche anche in zone molto profonde del pezzo.
Il manganese influenza i valori dei punti critici in modo analogo al nickel, quindi è sufficiente una concentrazione del 12% per avere austenite a temperatura ambiente.
Non viene mai usata la struttura martensitica di questi acciai, perché troppo fragile.

#### Vantaggi
- abbassa la temperatura di ricottura e di tempra;
- abbassa velocità critica, migliora la penetrazione di tempra;
- diminuisce le deformazioni di tempra;
- aumenta tenacità;
- aumenta molto la resistenza a trazione (100N/mm² ogni 1%);
- indiretta migliore deformabilità a caldo perché desolfora e deossida.

#### Svantaggi
- abbassa conducibilità termica (preriscaldo);
- sensibilità al surriscaldo: ovvero ingrossamento del grano perlitico;
- bassa lavorabilità agli utensili: si fanno casseforti.

### Acciai al cobalto
Il cobalto non si ossida e viene aggiunto in ogni momento. Il solo elemento che aumenta la velocità critica e quindi diminuisce la penetrazione della tempra. Rende più stabile la martensite quindi rende meno sensibile la lega al rinvenimento. La lavorabilità a caldo è ridotta.

### Acciai al rame
Il rame aggiunto in qualunque momento e lo si ritrova tutto nell'acciaio a fine colata (rottami devono essere esenti da rame se non lo si vuole). Lieve miglioramento delle caratteristiche meccaniche per il segregamento a bordo grano. Saldabilità fino a 0,6% e lavorabilità a caldo fino a 1,7%. 0,30% per resistenza agli agenti atmosferici.

### Acciai all'azoto
Con l'azoto si ha una specifica azione sul fenomeno dell'invecchiamento (vedi), stabilizza l'austenite (allarga il campo).

### Acciai all'alluminio
Potente deossidante (come Si), bisogna evitarne l'ossidazione (l'allumina come inclusione
metallica è dannosa). Favorisce la separazione della grafite e ostacola la diffusione del C. Con l'azoto fa nitruri durissimi (acciai da nitrurazione). Da resistenza all'ossidazione a caldo e alta resistività (resistenze elettriche a caldo). Peggiora la saldabilità.

### Acciai al cromo
Il cromo aumenta la durezza e il limite di elasticità dell'acciaio. In quantità maggiori del 12% (in realtà la percentuale è un po' più alta perché dipende anche dagli altri elementi di lega) il cromo rende l'acciaio inossidabile e resistente agli agenti chimici.

Gli acciai al cromo sono usati per cuscinetti, valvole di motore a combustione, parti di impianti termici e chimici.
Il cromo tende ad ossidarsi, va aggiunto perciò nel periodo riducente. Ha elevata tendenza a formare carburi.
- diminuisce conducibilità termica;
- aumenta resistività;
- notevoli proprietà magnetiche;
- aumenta la resistenza a trazione (senza modificare altre proprietà per i perlitici);
- influenza molto la temprabilità (autotempranti, in aria per piccoli pezzi);
- stabilità al rinvenimento delle strutture temprate;
- inossidabilità e resistenza all'ossidazione a caldo;
- se forma carburi da resistenza all'usura;
- lavorabilità a caldo non peggiora se c'è molto C.

### Acciai al molibdeno
Il molibdeno aumenta la penetrazione degli effetti della tempra negli acciai e mantiene le caratteristiche meccaniche della tempra anche a temperature elevate.
Il molibdeno appartiene allo stesso gruppo del cromo, per cui forma carburi complessi molto duri e stabili. Aggiunto in qualunque momento come il Ni. Il 3% di Mo chiude il campo di esistenza dell'austenite. La sua solubilità nel ferro è limitata: al 10% si comincia a vedere il composto Fe3MO2.
- aumenta temprabilità più di Cr;
- aumenta durezza più del Cr;
- stabilizza la martensite anche ad alte temperature (usato negli acciai rapidi);
- aumenta le Cm come limite a fatica e scorrimento a caldo;
- elimina il pericolo della fragilità da rinvenimento.

### Acciai al cromo-molibdeno
L'acciaio al cromo-molibdeno, presenta i vantaggi apportati sia dal cromo che dal molibdeno, conferendo elevate doti di temperabilità e durezza. I componenti principali sono il cromo e il molibdeno. Rispetto ad un acciaio non legato,  presenta maggiore resistenza ai carichi, minore peso specifico, e migliore resistenza alla trazione. Viene impiegato nella costruzione di telai ciclistici e motociclistici, in genere come acciaio DIN (denominazione ASTM: 4130, avente composizione: Cr 1%, Mo 0,3%, C 0,3%, fosforo e silicio in minime parti.).
Contrariamente a quanto si può pensare gli acciai al Cr-Mo non sono apprezzati solo per la loro resistenza a temperatura ambiente, infatti con questi acciai si realizzano tubazioni e recipienti per alte temperature in quanto hanno un'ottima resistenza allo scorrimento viscoso (creep) conferitogli dalla presenza del Mo in forma sostituzionale nella matrice di Fe e dalla presenza di carburi dispersi di Mo e di Cr, e per alcune leghe anche di Vanadio.

### Acciai al nichel-cromo-molibdeno

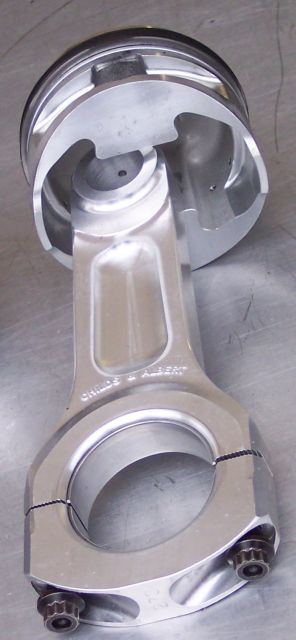
Biella in acciaio.

Gli acciai al nichel-cromo-molibdeno sono i migliori in assoluto per le caratteristiche meccaniche (carico di rottura = Rm = 1200 N/mm²).
Sono usati per alberi a manovella, ingranaggi, bielle, parti di motori a scoppio, fucili, catene antifurto.
Un esempio di acciaio al nichel-cromo-molibdeno è l'acciaio 42NiCrMo4.

### Acciai al silicio
È un acciaio dolce a basso tenore di carbonio, con circa l'1% di silicio: molto duro, ha una notevole resistenza alla fatica e un limite di snervamento molto elevato; si usa quindi per molle e lamelle flessibili e per stampi da conio. È difficilmente saldabile e molto poco malleabile, ma prende molto bene la tempra; difficile anche da zincare o da cromare.
Inoltre l'aggiunta di silicio aumenta moltissimo la resistenza elettrica e la permeabilità magnetica del materiale, il che lo rende ottimo per la costruzione di circuiti magnetici di trasformatori e di macchine elettriche rotanti. È commercializzato sotto forma di lamierini laminati a freddo e ricotti per orientare i grani microscopici che formano i domini magnetici. Per questi usi si aumenta il tenore di silicio al 3-4%, ottenendo il cosiddetto acciaio magnetico.
Il silicio ha una notevole influenza sulle proprietà elettriche e magnetiche dell'acciaio. È importante nella produzione come il
Mn quindi sempre presente (acciai al Si solo con 1%). Tende a separare la grafite anche con basse % di C.
- elevati durezza, resistenza e limite di snervamento.
- negli acciai per molle dove si sfrutta l'aumento del rapporto Rs/R.
- aumenta la temprabilità perché riduce la velocità critica di raffreddamento;
- da resistenza agli acidi e all'ossidazione a caldo;
- effetto dannoso sulla cementazione
- dannoso sulla deformabilità a caldo e freddo: dopo il 6% sono possibili solamente getti;
- dannoso per la saldabilità, forma dei silicati nella ZTA.
- tendenza al surriscaldo (ingrossa il grano).

### Acciai al titanio
Il titanio appartiene al gruppo del cromo; chiude il campo dell'austenite con 1%. Dà facilmente indurimento per precipitazione, è quello che ha maggior tendenza a dare carburi. Ha molta affinità con ossigeno e azoto (usato come deossidante e deazoturante).
Il titanio tende fortemente a formare carburi sottraendo C alla matrice.
è usato per gli acciai inossidabili ferritici in quanto chiude il campo della fase Gamma con l'1% in massa. Per lo stesso motivo non viene generalmente usato negli acciai austenitici.
- Contrasta la formazione di austenite negli acciai con alto tenore di cromo
- Riduce la durezza e la temprabilità negli acciai a medio tenore di cromo
- Negli acciai inossidabili contrasta la corrosione intergranulare
- Disossidante, denitrurante e affinante del grano austenitico
- Riduce la lavorabilità all'utensile perché forma carburi abrasivi

### Acciai al vanadio
il vanadio è del gruppo del cromo (1% chiude austenite). Deossidante (va aggiunto in secchia). Forma tanti carburi, quindi sottrae C dalla matrice (diminuisce indirettamente la temprabilità). Aumenta la stabilità a caldo (stabilità tagliente acciai rapidi).
Il vanadio, insieme al tungsteno, conferisce agli acciai estrema durezza anche a temperature elevate. Si distinguono gli acciai al vanadio-tungsteno, detti acciai rapidi, e gli acciai al vanadio-tungsteno-cobalto, detti acciai super-rapidi, per le superiori velocità di taglio che questi ultimi possono sopportare. Vengono usati per costruire utensili da tornio, fresa, trapano.

### Acciai al tungsteno
Il tungsteno limita la conducibilità termica dell'acciaio; per il resto i suoi effetti sono simili a quelli del molibdeno.
Aggiungendo il tungsteno all'acciaio, si ottiene una lega estremamente dura e resistente al calore, con ottima temprabilità, che viene usata principalmente per costruire utensili; a seconda del tenore di tungsteno si distinguono due tipi di acciai:
- l'acciaio rapido con lo 0,5-1,3% di carbonio, il 14-26% di tungsteno e il 3-7% di cromo: non perde la tempra fino al calor rosso (600 °C) e quindi consente elevate velocità di taglio; fra gli acciai per utensili è il più alto-legato;
- l'acciaio autotemprante con tenore di carbonio dell'1-2% e di tungsteno dal 5% al 7%: questo tipo di acciaio prende il suo nome dal fatto che la sua velocità critica di tempra (velocità di raffreddamento) è così bassa che può temprarsi in aria dopo il riscaldamento in campo austenitico.

### Acciaio al piombo (automatico)
È un acciaio dolce per usi generici, con piccole quantità di piombo, bismuto, tellurio o zolfo; la sua caratteristica più importante è la truciolabilità e l'ottima lavorabilità con macchine utensili (da qui la denominazione automatico).
Viene anche denominato con la sigla AVP (Alta Velocità Piombo), proprio per la sua elevata lavorabilità.

### Acciai al boro
Introdotto di recente negli acciai speciali da costruzione per aumentare la temprabilità degli
acciai bassolegati mantenendo bassi costi. Evitare i composti con l'azoto per mantenere tenacità, (vanno usati deazoturanti come il Ti o un processo sottovuoto). Usato nella bulloneria ad alta resistenza.

### Acciai al cerio
Il cerio viene, di norma, utilizzato come agente indurente precipitante negli acciai inossidabili sottoposti ad invecchiamento.

## Elementi dannosi

### Zolfo
Aggiunto solo negli acciai automatici insieme a manganese, altrimenti è un'impurezza. Da fragilità al rosso (o a caldo): c'è un eutettico tra il ferro ed il solfuro di ferro che fonde a 988 °C e si deposita poi in solidificazione a BDG (bordo di grano), quindi poi alle temperature di lavorazione l'acciaio si disgrega. Se ci sono altri elementi forma con loro composti ancora più bassofondenti.
Peggiora le caratteristiche meccaniche, tende a segregarsi nella zona centrale del lingotto e diffonde difficilmente, si rimuove con difficoltà. Quasi completamente immiscibile nel ferro, quindi sotto forma di inclusioni sulfuree.

### Fosforo
Con lo 0,2% di fosforo la resilienza diviene praticamente zero.

### Ossigeno
Elemento più dannoso, piccolissima solubilità nel ferro, tutto l'ossigeno presente è sotto forma di inclusioni.

### Idrogeno
Influenza negativa sulle caratteristiche meccaniche, anche per poche percentuali.
formazione di difetti: diffonde allo stato atomico nell'acciaio, incontrate delle fessure ritorna
molecolare e produce i fiocchi (steel bows). Si formano quando la pressione dell'idrogeno supera la coesione dell'acciaio (tra i 100 ed i 300 °C). Esistono delle norme per prevenire ed eliminare l'idrogeno nell'acciaio facendolo diffondere all'esterno: consistono in lunghi mantenimenti alla temperatura in cui la solubilità dell'idrogeno è piccola ma vi è comunque diffusione (quindi i fiocchi non si trovano mai vicino alla superficie perché lì l'idrogeno è potuto uscire).

## Tipi di inclusioni non metalliche
- Endogene: si creano entro il bagno dalle reazioni durante la produzione, è però possibile un controllo e possono essere ben eliminate.
- Esogene: provengono dall'esterno, (ad esempio frammenti di refrattari).

Il danneggiamento della matrice dipende dalla loro forma e dalle loro caratteristiche meccaniche, quindi se in stato di fabbricazione sono fusibili o no, dal trattamento che subiscono poi, laminazioni, i più pericolosi sono quelli che sono in cristalli con spigoli vivi perché sono sempre solide, provocano delle lacerazioni importanti.
Le inclusioni possono però essere anche usate, per controllare la crescita dei grani o per condizionare la morfologia della struttura.

## Acciai debolmente legati ad alta resistenza (HSLA)
Gli acciai debolmente legati ad alta resistenza o HSLA (High-Strength-Low-Alloy): rappresentano una tipologia di acciai legati contenente solo piccole quantità di altri elementi quali il vanadio, e quindi risultano in generale più economici dei normali acciai legati.
Vengono prodotti con particolari procedure, capaci di conferire loro una resistenza meccanica, anche alle basse temperature, e una resistenza alla corrosione superiori a quelle degli acciai al carbonio.